# Ilya Sutskever
Ilya Sutskever FRS (hebreo: איליה סוצק; ruso: Илья́ Суцке́вер, Ilyá Sutskéver; nacido en 1985/86) es un informático teórico israelí-canadiense nacido en la RSFS de Rusia, Unión Soviética, que trabaja en aprendizaje automático, cofundador y jefe científico de OpenAI.Abandonó la compañía en 2024.
Ha realizado varias contribuciones importantes al campo del aprendizaje profundo. Es coinventor, junto con Alex Krizhevsky y Geoffrey Hinton, de AlexNet, una red neuronal convolucional. Sutskever es también uno de los muchos coautores del documento AlphaGo.

## Orígenes y educación
Sutskever nació en Nizhni Nóvgorod (RSFS de Rusia), antiguamente llamada "Gorki", por entonces parte de la Unión Soviética. A los 5 años emigró con su familia a Israel y pasó sus años de formación en Jerusalén.
Sutskever asistió a la Universidad Abierta de Israel entre 2000 y 2002 antes de trasladarse con su familia a Canadá y cambiarse a la Universidad de Toronto, donde obtuvo su licenciatura (2005) en Matemáticas y su máster y doctorado en Informática bajo la supervisión de Geoffrey Hinton.

## Carrera profesional e investigación
Tras su graduación en 2012, Sutskever pasó dos meses como posdoctorando con Andrew Ng en la Universidad de Stanford. Después regresó a la Universidad de Toronto y se incorporó a la nueva empresa de investigación de Hinton, DNNResearch, una escisión del grupo de investigación de Hinton. Cuatro meses después, en marzo de 2013, Google adquirió DNNResearch y contrató a Sutskever como investigador científico en Google Brain.
En Google Brain, Sutskever trabajó con Oriol Vinyals y Quoc Viet Le para crear el algoritmo de aprendizaje secuencia a secuencia. También es coinventor de AlexNet y ha trabajado en TensorFlow.
A finales de 2015, dejó Google para convertirse en director de la recién fundada OpenAI.

### Premios y distinciones
- 2015, Sutskever fue incluido en la lista de 35 innovadores menores de 35 años de MIT Technology Review.[24]
- 2018, Sutskever fue el orador principal en Nvidia Ntech 2018[25] y AI Frontiers Conference 2018.[26]
- 2022, fue elegido Miembro de la Royal Society (FRS).[19]